# Tenthecoris
Tenthecoris (лат.) — род полужесткокрылых из семейства слепняков (Miridae) подсемейства Bryocorinae.

## Описание
Клопы красного или жёлтого цвета с черными или металлически-синими пятнами. Глаза расположены в задней части головы. Первый членик усиков толще второго. Длина кунеуса полунадкрылий превышает ширину у основания менее чем в три раза и до вершины мембраны не достигает.

## Экология
Питаются на орхидными, в том числе на представителях родов Cattleya, Epidendrum, Laelia, Lycaste, Odontoglossum и Oncidium. Некоторые виды являются опасными вредителями оранжерейных культур орхидей. При интенсивном питании листья желтеют и опадают. Вид Tenthecoris tillandsiae развивается на бромелии Tillandsia usneoides.

## Классификация
В мировой фауне 23 вида.
- Tenthecoris angustimarginatus Hsiao & Sailer, 1947
- Tenthecoris bahiensis Carvalho, 1985
- Tenthecoris balloui Hsiao & Sailer, 1947
- Tenthecoris bicolor J.Scott, 1886
- Tenthecoris boliviensis Carvalho & Gomes, 1971
- Tenthecoris carioca Carvalho & Gomes, 1971
- Tenthecoris colombiensis Hsiao & Sailer, 1947
- Tenthecoris confusus Hsiao & Sailer, 1947
- Tenthecoris costaricensis Carvalho, 1954
- Tenthecoris distinguendus Hsiao & Sailer, 1947
- Tenthecoris ecuadorensis Carvalho, 1954
- Tenthecoris exitiosus (Distant, 1889)
- Tenthecoris figueiredoi Carvalho, 1950
- Tenthecoris generosus (Stal, 1862)
- Tenthecoris hsiaoi Carvalho, 1948
- Tenthecoris iheringi Carvalho, 1985
- Tenthecoris nanus Carvalho, 1948
- Tenthecoris nigroplagiatus (Stal, 1860)
- Tenthecoris orchidearum (Reuter, 1902)
- Tenthecoris rubrus Carvalho, 1985
- Tenthecoris tillandsiae Henry, 2016
- Tenthecoris venezuelensis Hsiao & Sailer, 1947
- Tenthecoris vestitus (Distant, 1884)

## Распространение
Встречаются преимущественно в Неотропической области, на север ареал рода простирается до Мексики. Вид Tenthecoris tillandsiae описан Южной Каролине (США) за пределами естественного ареала рода, возможно он появился в этом районе в результате непреднамеренного завоза. Несколько других видов Tenthecoris были отмечены в оранжереях в США и Европе (Франция и Великобритания).